# Teoreme generale ale mecanicii
Teoremele generale ale mecanicii reprezintă un sistem unitar de teoreme demonstrabile pe baza principiilor mecanicii. Ele particularizează anumite relații funcționale între mărimile fizice dinamice și sunt utile pentru descrierea comportamentului mecanic al sistemelor mecanice. Teoremele generale ale mecanicii sunt legate de noțiunea de integrale prime ale mișcării prin intermediul legilor de conservare ce se pot deduce din acestea. Aceste teoreme se enunță atât pentru punctul material cât și pentru sistemele de puncte materiale sau corpul rigid, având aplicații directe în ramura mecanicii fizice și în mecanica analitică.

## Integrale prime
Există în mecanică situații în care se pot obține informații cu privire la evoluția dinamică a sistemului fără integrarea completă a ecuațiilor diferențiale ale mișcării.
Pentru aceasta, trebuie în mod necesar, să existe cel puțin o relație între timp, coordonatele de poziție și coordonatele vitezei. O asemenea relație se numește integrală primă a mișcării.
| Definiție: Ecuația diferențială de ordinul întâi de forma: {\displaystyle f(t,{\vec {r}},{\dot {\vec {r}}})=C} unde {\displaystyle \scriptstyle t} este timpul, {\displaystyle \scriptstyle {\vec {r}}} vectorul de poziție, {\displaystyle \scriptstyle {\dot {\vec {r}}}} vectorul viteză, {\displaystyle \scriptstyle C} o constantă fizică arbitrară, se numește integrală primă a mișcării. |

Din forma expresiei de definiție, rezultă că integrala primă este o ecuație în termeni finiți între coordonatele unei particule (punct material), componentele vitezei acesteia, timpul și o constantă arbitrară, oricare ar fi condițiile inițiale care pot fi stabiliți, anterior integrării complete a ecuației mișcării.
Constantele arbitrare care apar în integralele prime se pot determina folosind condițiile inițiale. Cu alte cuvinte, dacă la momentul {\displaystyle \scriptstyle t_{0}} vectorul de poziție este {\displaystyle \scriptstyle {\vec {r}}_{0}} și viteza {\displaystyle \scriptstyle {\dot {{\vec {r}}_{0}}}} , atunci prin înlocuirea acestora în ecuația integralei prime se găsește valoarea constantei {\displaystyle \scriptstyle C}:
Un sistem mecanic, aflat într-o stare dinamică determinată, poate admite mai multe integrale prime. Esențial este ca pentru un sistem să se găsească un număr cât mai mare de integrale prime distincte întrucât cunoașterea unei integrale prime reduce cu o unitate numărul necunoscutelor. Prin integrale prime distincte se înțeleg acele integrale prime între care nu există niciun fel de relație de dependență.
Un sistem mecanic admite maxim șase integrale prime distincte, aflarea tuturor acestora este echivalentă cu determinarea integralei generale a mișcării sistemului.
Datorită faptului că anumite integrale prime exprimă conservarea unor importante mărimi fizice, cum ar fi impulsul, energia, momentul cinetic, etc., găsirea acestora are o importanță majoră în studiul sistemelor mecanice, ele având legături și cu anumite proprietăți generale ale timpului și spațiului raportate la legile naturii. Relațiile dintre integralele prime cu mărimile amintite sunt date prin teoreme generale ce exprimă variația în spațiu și timp ale mărimilor.

## Teoreme generale ale mecanicii punctului material
Următoarele teoreme generale se referă la mecanica punctului material. Punctul material, de masă {\displaystyle \scriptstyle m}, este considerat ca fiind în mișcare într-un sistem de referință inerțial, poziția lui este dată de vectorul de poziție {\displaystyle \scriptstyle {\vec {r}}={\vec {r}}(t)=x(t){\vec {i}}+y(t){\vec {j}}+z(t){\vec {k}}}, raportat la un reper cartezian {\displaystyle \scriptstyle Oxyz}. Funcțiile {\displaystyle \scriptstyle x=x(t),y=y(t),z=z(t)} exprimă dependența de timp a coordonatelor punctului (componentele carteziene ale vectorului de poziție). Din punct de vedere matematic, aceste funcții trebuie să fie de clasă {\displaystyle \scriptstyle C^{2}[R]}, adică să fie derivabile de două ori cu derivatele continue pe mulțimea numerelor reale. Asupra punctului pot acționa simultan mai multe forțe, rezultanta acestora fiind {\displaystyle \scriptstyle {\vec {F}}}. Ecuația fundamentală a mișcării {\displaystyle \scriptstyle m{\ddot {\vec {r}}}={\vec {F}}}, scrisă în baza principiului al doilea al mecanicii, împreună cu condițiile inițiale, determină univoc comportamentul dinamic al punctlui material supus acțiunii forțelor aplicate.

### Teorema impulsului
Numită și teorema de variație a impulsului, această teoremă exprimă relația dintre forța ce acționează asupra punctului material și variația în timp a impulsului său. Prin forță se subînțelege rezultanta tuturor forțelor ce acționează concomitent asupra punctului la un moment dat (forțe aplicate).
| Enunț: În cazul mișcării unui punct material de masă {\displaystyle \scriptstyle m}, raportată la un sistem de referință inerțial, derivata de ordinul întâi în raport cu timpul a impulsului punctului material este egală cu rezultanta forțelor aplicate: {\displaystyle {\frac {d{\vec {p}}}{dt}}={\vec {F}}} unde: {\displaystyle \scriptstyle t} este timpul, {\displaystyle \scriptstyle {\vec {p}}} este vectorul impuls și {\displaystyle \scriptstyle {\vec {F}}} reprezintă rezultanta forțelor aplicate. |

Demonstrație:
Pornind de la expresia matematică a principiului al doilea al mecanicii rezultanta forțelor aplicate punctului material se poate scrie sub forma:{\displaystyle \scriptstyle {\vec {F}}=m{\vec {a}}=m{\frac {d{\vec {v}}}{dt}}}, introducând masa sub opertorul de derivare și folosind definiția impulsului pentru punctul material: {\displaystyle \scriptstyle {\vec {p}}=m{\vec {v}}}, rezultă relațiile:
reciproc, dacă se derivează în raport cu timpul expresia de definiție a impulsului se găsește același rezultat:

 

O interpretare fizică a teoremei impulsului este aceea că rezultanta forțelor aplicate punctului material este egală cu „viteza de variație în timp” a impulsului său. Dacă derivata din expresia teoremei este pozitivă (impulsul crește), atunci rezultanta forțelor este o forță motoare, adică o forță care produce accelerarea mișcării. În situația în care derivata este negativă (impulsul descrește), atunci rezultanta forțelor este o forță rezistentă, deci o forță ce are ca efect încetinirea mișcării.
O consecință importantă a teoremei impulsului este legea conservării impulsului care se deduce din teoremă pentru cazul în care rezultanta forțelor aplicate este nulă.

#### Legea conservării impulsului
Dacă sistemul mecanic este izolat, adică asupra punctului material nu acționează nicio forță sau rezultanta tuturor forțelor aplicate este egal cu zero, atunci din expresia teoremei impulsului rezultă că derivata impulsului se anulează:
De unde, în mod firesc rezultă egalitatea:
Pe baza acestor considerente se poate enunța legea conservării impulsului punctului material:

„Pendulul lui Newton”, un dispozitiv didactic care ilustrează legea conservării impulsului.

| Enunț: Dacă rezultanta tuturor forțelor aplicate asupra unui punct material este egală cu zero, atunci impulsul se conservă. |
Relația {\displaystyle \scriptstyle {\vec {p}}=const.} reprezintă o integrală primă vectorială a mișcării, echivalentă cu trei integrale prime scalare: {\displaystyle \scriptstyle p_{x}=C_{1},p_{y}=C_{2},p_{z}=C_{3}}. Masa punctului material fiind constantă, rezultă că invarianța impulsului înseamnă, în fapt, constanța vectorului viteză. Această lege este în acord cu principiul întâi al mecanicii care afirmă că în absența acțiunii unei forțe, punctul material își păstrează starea de repaus relativ sau de mișcare rectilinie și uniformă în raport cu un sistem de referință inerțial (principiul inerției). Existența mărimii mecanice impuls și a legii de conservare a impulsului este legată de proprietatea de omogenitate a spațiului fizic. Legea conservării impulsului este una din cele mai importante legi ale fizicii, ea fiind valabilă nu numai pentru mecanica corpurilor macroscopice ci și în cazul interacțiunii particulelor microscopice, adică pentru atomi, nuclee atomice, electroni, etc.

### Teorema momentului cinetic
Momentul cinetic sau momentul unghiular al unui punct material este o mărime fizică dinamică care se definește ca produsul vectorial dintre vectorul de poziție și vectorul impuls: {\displaystyle \scriptstyle {\vec {l}}={{\vec {r}}\times {\vec {p}}}}. Momentul cinetic măsoară „cantitatea de mișcare de rotație” similar impulsului care este o măsură a „cantității de mișcare de translație ”. Variația în timp a momentului cinetic este legată de momentul forței (cauza rotației) prin teorema momentului cinetic, numită și teorema variației momentului cinetic:
| Enunț: În cazul mișcării unui punct material de masă {\displaystyle \scriptstyle m}, raportată la un sistem de referință inerțial, derivata de ordinul întâi în raport cu timpul a momentului cinetic față de un punct fix {\displaystyle \scriptstyle O} este egală cu momentul forței față de același punct: {\displaystyle {\frac {d{\vec {l}}}{dt}}={\vec {M}}} unde: {\displaystyle \scriptstyle t} este timpul, {\displaystyle \scriptstyle {\vec {l}}} este vectorul moment cinetic și {\displaystyle \scriptstyle {\vec {M}}} reprezintă momentul forței rezultante față de un punct {\displaystyle \scriptstyle O.} |

Demonstrație:
Derivând în raport cu timpul expresia de definiție a vectorului moment cinetic și ținând cont că vectorul viteză este coliniar cu vectorul impuls, se poate scrie:{\displaystyle {\frac {d{\vec {l}}}{dt}}={\frac {d({\vec {r}}\times {\vec {p}})}{dt}}=m{\frac {d({\vec {r}}\times {\vec {v}})}{dt}}=m{{\vec {v}}\times {\vec {v}}}+m{{\vec {r}}\times {\frac {d{\vec {v}}}{dt}}}=}
 
 {\displaystyle {{\vec {r}}\times {m{\vec {a}}}}={{\vec {r}}\times {\vec {F}}}={\vec {M}};} invers, pornind de la relația de definiție a momentului forței și folosind o proprietate a derivatei produsului, se ajunge la aceeași relație.
Teorema variației momentului cinetic descrie evoluția dinamică a punctului material aflat în mișcare de rotație în jurul unui punct fix. Similar cu teorema variației impulsului, această teoremă arată că, din punct de vedere fizic, momentul forței ce acționează asupra unui punct material este egală cu „viteza de variațe” a momentului cinetic. Dacă derivata momentului cinetic este pozitivă (momentul cinetic crește în valoare), atunci momentul forței este un moment motor, cu alte cuvinte, are ca efect accelerarea rotației (viteza unghiulară crește și ea). Când derivata momentului cinetic este negativă, momentul forței se numește moment rezistent și își manifestă efectul prin încetinirea rotației(viteza unghiulară descrește).
Există situații când momentul forței are valoarea nulă, ceea ce se poate întâmpla atunci când forța este nulă sau dacă are direcția paralelă cu direcția razei. În acest caz, se poate deduce legea conservării momentului cinetic.

#### Legea conservării momentului cinetic
Dacă momentul forței este egal cu zero, atunci din expresia teoremei momentului cinetic rezultă că derivata momentului cinetic se anulează:
Prin urmare:
Pe baza acestor considerente se poate enunța legea conservării momentului cinetic al punctului material:
| Enunț: Dacă momentul rezultant al forțelor aplicate unui punct material este egal cu zero, atunci momentul cinetic al punctului material se conservă. |
Relația {\displaystyle \scriptstyle {\vec {l}}=const.} reprezintă o integrală primă vectorială a mișcării, echivalentă cu trei integrale prime scalare: {\displaystyle \scriptstyle l_{x}=C_{1},l_{y}=C_{2},l_{z}=C_{3}}. Masa punctului material fiind constantă, rezultă că invarianța momentului cinetic înseamnă, în fapt, constanța vectorului vitezei liniare. Existența mărimii mecanice moment cinetic și a legii de conservare a momentului cinetic ține de proprietatea de izotropie a spațiului fizic.

### Teorema ariilor

Vectorul viteză areolară este dat de semiprodusul vectorial al vectorilor poziție inițială și finală.

Pentru cazul în care momentul rezultant al forțelor aplicate este permanent perpendicular la o axă fixă {\displaystyle \scriptstyle (D)} care trece prin punctul {\displaystyle \scriptstyle O} (originea reperului cartezian), având versorul {\displaystyle \scriptstyle {\vec {u}}_{D}} se poate demonstra un caz particular remarcabil al teoremei care este importantă pentru studiul mișcărilor în câmpuri de forțe centrale:
| Enunț: Dacă în mișcarea unui punct material de masă {\displaystyle \scriptstyle m}, raportată la un sistem de referință inerțial, momentul {\displaystyle \scriptstyle {\vec {M}}} al rezultantei {\displaystyle \scriptstyle {\vec {F}}} al forțelor aplicate este permanent ortogonal pe axa {\displaystyle \scriptstyle Oz}, atunci mișcarea punctului, în proiecție pe planul {\displaystyle \scriptstyle xOy}, se efectuează cu viteză areolară constantă: {\displaystyle \|{\vec {\Omega }}\|=\Omega _{z}=const.} unde {\displaystyle \scriptstyle {\vec {\Omega }}} este vectorul viteză areolară. |

Demonstrație:

Dacă se proiectează ecuația {\displaystyle \scriptstyle {\frac {d{\vec {l}}}{dt}}={\vec {M}}} pe axa {\displaystyle \scriptstyle (D)} se găsește relația:{\displaystyle {\frac {({\vec {l}}\cdot {\vec {u}}_{D})}{dt}}={\vec {M}}\cdot {\vec {u}}_{D}=0.}De unde rezultă:{\displaystyle {\vec {l}}\cdot {\vec {u}}_{D}={\vec {l}}_{(D)}=C_{1}(const.)} Această relație este o integrală primă a mișcării. Axa {\displaystyle \scriptstyle Oz} al reperului cartezian poate fi aleasă în lungul axei {\displaystyle \scriptstyle (D)}, în acest caz pentru componenta {\displaystyle \scriptstyle {\vec {l}}_{z}={\vec {l}}_{(D)}} se pot scrie relațiile:{\displaystyle l_{z}=m(x{\dot {y}}-y{\dot {x}})=C_{1}(const.)} sau:{\displaystyle x{\dot {y}}-y{\dot {x}}={\frac {C_{1}}{m}}=C_{2}(const.)} care la rândul ei este o integrală primă a mișcării. Acestă integrală primă permite o interpretare geometrică legată de aria pe care o mătură raza vectoare.Fie {\displaystyle \scriptstyle {\vec {r}}(t)} și {\displaystyle \scriptstyle {\vec {r}}(t+dt)} vectorii de poziție, în raport cu {\displaystyle \scriptstyle A}, ai punctului {\displaystyle \scriptstyle P} la momentele {\displaystyle \scriptstyle t}, respectiv {\displaystyle \scriptstyle t+dt}. Din figura alăturată rezultă că aria elementară pe care o descrie (mătură) raza vectoare în elementul de timp {\displaystyle \scriptstyle dt} poate fi aproximată prin aria triunghiului {\displaystyle \scriptstyle \Delta _{ABC}}, adică {\displaystyle d{\vec {A}}={\frac {1}{2}}({\vec {r}}\times d{\vec {r}}).} Prin proiectarea acestei relații pe axa {\displaystyle \scriptstyle Oz} și împărțirea la {\displaystyle \scriptstyle dt} se obține expresia {\displaystyle \left({\vec {\Omega }}\right)_{z}={\frac {x{\dot {y}}-y{\dot {x}}}{2}}} unde {\displaystyle \scriptstyle \left({{\vec {r}}\times {\vec {v}} \over 2}\right)_{z}} este viteza areolară. Combinând relațiile de mai sus se găsesc expresiile:{\displaystyle |{\vec {\Omega }}|=\Omega _{z}=C}, unde: {\displaystyle C={\frac {C_{2}}{2}}}

### Teorema energiei cinetice
Dacă sub acțiunea rezultantei forțelor aplicate punctul material suferă o deplasare, atunci se poate defini noțiunea de lucru mecanic ca o mărime ce caracterizează schimbarea stării dinamice a sistemului. Relația de definiție a lucrului mecanic elementar al forței {\displaystyle \scriptstyle {\vec {F}}}, relativ la deplasarea elementară {\displaystyle \scriptstyle d{\vec {r}}} este dată de produsul scalar {\displaystyle \scriptstyle \delta L={\vec {F}}\cdot d{\vec {r}}}. Ținând cont de relația pentru diferențiala vectorului de poziție (deplasarea elementară), scrisă în funcție de vectorul de viteză: {\displaystyle \scriptstyle d{\vec {r}}={\vec {v}}dt} (deplasarea elementară) și de expresia legii a doua a lui Newton {\displaystyle \scriptstyle {\vec {F}}=m{\vec {a}}=m{\frac {d{\vec {v}}}{dt}}}, se pot scrie relațiile: 
 Se poate observa că lucrul mecanic elementar pentru o deplasare elementară reprezintă diferențiala totală exactă a unei mărimi, definită ca energia cinetică a punctului material:
 Ținând cont de această definiție și de ultimele relații se poate formula teorema energiei cinetice:
| Enunț: Lucrul mecanic elementar al rezultantei forțelor ce acționează asupra unui punct material de masă {\displaystyle \scriptstyle m}, raportată la un sistem de referință inerțial este egal, în orice moment cu diferențiala energiei cinetice a punctului material: {\displaystyle \scriptstyle \delta L=dT} unde: {\displaystyle \scriptstyle \delta L} este lucrul mecanic elementar și {\displaystyle \scriptstyle dT} reprezintă diferențiala energiei cinetice. |

De notat este faptul că pentru energie cinetică se justifică folosirea expresiei de „variație a energiei cinetice”, atunci când sistemul își modifică starea de mișcare întrucât aceasta este un parametru de stare care are valoare determinată pentru o anumită stare dinamică. Lucrul mecanic, fiind o funcție de schimbare (transfer), mărime ce depinde numai de starea dinamică inițială și finală a punctului material, nu poate fi definită pentru un anumit moment, el are sens numai pentru evoluția sistemului, de aceea este greșită folosirea expresiei de „variație a lucrului mecanic”.

Pornind de la relația {\displaystyle \scriptstyle \delta L=d\left({\frac {1}{2}}m{\vec {v}}^{2}\right)}, prin integrare între momentele {\displaystyle \scriptstyle t_{1}} și {\displaystyle \scriptstyle t_{2}}, pentru care vitezele punctului material sunt {\displaystyle \scriptstyle {\vec {v}}_{1}}, respectiv {\displaystyle \scriptstyle {\vec {v}}_{2}}, se găsește pentru lucru mecanic expresia:
 Adică: lucrul mecanic al forței {\displaystyle \scriptstyle {\vec {F}}} între momentele {\displaystyle \scriptstyle t_{1}} și {\displaystyle \scriptstyle t_{2}} este egal cu variația energiei cinetice între cele două momente, ceea ce se poate scrie condensat sub forma:{\displaystyle \scriptstyle L=\Delta T}. Dacă lucrul mecanic este pozitiv, adică este lucrul mecanic al unei forțe motoare, atunci se numește lucru motor și contribuie la creșterea energiei cinetice. Pentru un lucru mecanic negativ care este produs de o forță rezistentă se utilizează denumirea de lucru rezistent și el produce scăderea energiei cinetice.

### Teorema conservării energiei mecanice
Dacă punctul material este plasat într-un câmp de forțe potențial, atunci există o funcție scalară {\displaystyle \scriptstyle U({\vec {r}},t)}, astfel încât câmpul de forțe ce acționează asupra punctului material se poate scrie sub forma {\displaystyle \scriptstyle {\vec {F}}=-{\vec {grad}}U({\vec {r}},t)}, unde prin {\displaystyle \scriptstyle {\vec {grad}}={\frac {\partial }{\partial x}}{\vec {i}}+{\frac {\partial }{\partial y}}{\vec {j}}+{\frac {\partial }{\partial z}}{\vec {k}}} este notat operatorul diferențial gradient. Funcția scalară {\displaystyle \scriptstyle U({\vec {r}},t)} poartă numele de potențialul câmpului. În cazul în care {\displaystyle \scriptstyle {\frac {\partial U}{\partial t}}=0}, cu alte cuvinte dacă
potențialul nu depinde explicit de timp, atunci câmpul de forțe se numește conservativ, iar funcția {\displaystyle \scriptstyle U=U({\vec {r}})} se numește energie potențială. Pentru punctul material supus acțiunii unui câmp de forțe conservative este valabilă teorema conservării energiei mecanice.
| Enunț: Energia mecanică a unui punct material supus acțiunii unui câmp de forțe conservativ-formată din energie cinetică și energie potențială-se conservă: {\displaystyle \scriptstyle E=T+U=const.} unde {\displaystyle \scriptstyle E} este energia mecanică, {\displaystyle \scriptstyle T} energia cinetică, {\displaystyle \scriptstyle U} energia potențială. Energia mecanică în acest caz este o integrală primă a mișcării, numită integrala primă a energiei |

Demonstrație:
Lucrul mecanic efectuat la deplasarea punctului sub acțiunea unei forțe centrale între punctul {\displaystyle \scriptstyle P_{1}} și {\displaystyle \scriptstyle P_{2}} se scrie ca circulația lucrului elementar între cele două puncte:
 
 {\displaystyle \oint _{P_{1}}^{P_{2}}{\vec {F}}\cdot d{\vec {r}}=-\int _{P_{1}}^{P_{2}}({\frac {\partial U}{\partial x}}{\vec {i}}+{\frac {\partial U}{\partial y}}{\vec {j}}+{\frac {\partial U}{\partial z}}{\vec {k}})\cdot (dx{\vec {i}}+dy{\vec {j}}+dz{\vec {k}})=}
 
 {\displaystyle -\int _{P_{1}}^{P_{2}}({\frac {\partial U}{\partial x}}dx+{\frac {\partial U}{\partial y}}dy+{\frac {\partial U}{\partial z}}dz)=-\int _{U_{1}}^{U_{2}}dU=U_{1}-U_{2}}
 

 
 Unde s-a notat prin {\displaystyle \scriptstyle U_{1}=U(P_{1})} și {\displaystyle \scriptstyle U_{2}=U(P_{2})} energia potențială inițială respectiv finală. Lucrul mecanic elementar al unei forțe conservative este o diferențială totală exactă:{\displaystyle \scriptstyle \delta L=dL=-dU=-({\frac {\partial U}{\partial x}}dx+{\frac {\partial U}{\partial y}}dy+{\frac {\partial U}{\partial z}}dz)}. Altfel spus, circulația vectorului {\displaystyle \scriptstyle {\vec {F}}} între punctele {\displaystyle \scriptstyle P_{1}} și {\displaystyle \scriptstyle P_{2}} de pe traiectorie nu depinde de drum; ea depinde numai de pozițiile inițială și finală ale punctului material aflat în mișcare pe o curba {\displaystyle \scriptstyle (C)}. Circulația vectorului {\displaystyle \scriptstyle {\vec {F}}=-{\vec {grad}}U({\vec {r}})} de-a lungul unei curbe închise este nulă: 
 
{\displaystyle \oint _{C}{\vec {F}}\cdot {\vec {r}}=-\oint _{C}dU=0}.
 

 
Din expresia teoremei energiei cinetice: {\displaystyle \scriptstyle L=T_{2}-T_{1}} și relația {\displaystyle \scriptstyle L=U_{1}-U_{2}} scrisă mai sus, prin egalarea lor se găsește relația: {\displaystyle \scriptstyle T_{1}+U_{1}=T_{2}+U_{2}}, sau:{\displaystyle \scriptstyle E=T+U=const.} ceea ce reprezintă expresia teoremei conservării energiei mecanice.
Energia mecanică {\displaystyle \scriptstyle E=T+U} a unui punct material se definește așadar ca suma dintre energia cinetică și energia potențială. Definiția {\displaystyle \scriptstyle {\vec {F}}=-{\vec {grad}}U({\vec {r}})} a forței conservative nu determină în mod echivoc funcția scalară {\displaystyle \scriptstyle U({\vec {r}})}, pentru o funcție {\displaystyle \scriptstyle {U}^{(1)}({\vec {r}})=U({\vec {r}})+C}, unde {\displaystyle \scriptstyle C} este o constantă arbitrară având dimensiunea energie, prin aplicarea operatorului gradient se
obține aceeași forță; prin urmare, originea funcției potențiale {\displaystyle \scriptstyle U} poate fi aleasă în mod arbitrar.

## Teoreme generale ale mecanicii sistemelor de puncte materiale

### Noțiuni generale despre sistemele de puncte materiale
O mulțime de puncte materiale bine individualizate (delimitate fizic de restul mediului) care se află în interacțiuni mutuale alcătuiește un sistem de puncte materiale. Dacă punctele care aparțin sistemului formează o mulțime numărabilă de puncte materiale, separate prin spații lipsite de alte puncte materiale, atunci sistemul se numește sistem de puncte materiale discrete. Sistemul se numește sistem de puncte materiale continuu dacă între oricare două puncte ale sale, oricât de apropiate, se găsește cel puțin un al treilea punct material. Altfel spus, dacă în fiecare punct geometric al domeniului spațial ocupat de sistem se găsește câte un punct material. Pentru sistemele continue se poate defini în fiecare punct al lor o densitate masică nenulă. Între punctele materiale ce formează un sistem de puncte materiale acționează forțe care se pot grupa în două categorii, după cum urmează:
- forțe interioare, sunt acele forțe care acționează exclusiv între punctele sistemului. Aceste forțe pot fi grupate în perechi de forțe care se supun principiului al treilea al mecanicii (principiul acțiunii și reacțiunii). Fie {\displaystyle \scriptstyle P_{1},P_{2},...P_{N}}, punctele care formează un sistem de {\displaystyle \scriptstyle N} puncte materiale, punctul {\displaystyle \scriptstyle P_{i}} acționează cu o forță {\displaystyle \scriptstyle {\vec {F}}_{ij}} asupra punctului {\displaystyle \scriptstyle P_{j}}, în virtutea principiului acțiunii și reacțiunii, punctul al doilea va reacționa cu o forță {\displaystyle \scriptstyle {\vec {F}}_{ji}} egală și de sens contrar cu acțiunea. Între cele două forțe există relația {\displaystyle \scriptstyle {\vec {F}}_{ij}=-{\vec {F}}_{ji}}. Suma forțelor interioare ce acționează asupra unui punct al sistemului din partea celorlalte {\displaystyle \scriptstyle N-1} puncte se numește rezultanta forțelor interne ce acționează asupra punctului {\displaystyle \scriptstyle P_{i}}: {\displaystyle {\vec {F_{i}}}^{(i)}=\sum _{j=1}^{N}{\vec {F}}_{ij};(j=1,2,...N).} Rezultanta tuturor forțelor interne dintr-un sistem este permanent egal cu zero: {\displaystyle {\vec {F}}^{(i)}=\sum _{i=1}^{N}{\vec {F_{i}}}^{(i)}=0}.

- forțe externe, sunt acele forțe care acționează asupra sistemului din partea unor corpuri ce nu fac parte din sistemul de puncte materiale considerat. Forțele externe acționează direct asupra punctelor materiale și pot fi cauzate de un singur corp exterior sau de mai multe. Dacă se notează prin {\displaystyle \scriptstyle {\vec {F_{i}}}^{(e)}} forța externă ce acționează asupra punctului {\displaystyle \scriptstyle i} din sistem, atunci rezultanta forțelor externe și interne ce acționează asupra lui se scrie sub forma:{\displaystyle {\vec {F_{i}}}^{(rez)}={\vec {F_{i}}}^{(e)}+{\vec {F_{i}}}^{(i)}={\vec {F_{i}}}^{(e)}+\sum _{j=1}^{N}{\vec {F}}_{ij};(j=1,2,...N).}

Rezultanta tuturor forțelor care acționează în și asupra sistemului este egală cu rezultanta forțelor externe, deoarece suma tuturor forțelor interne este nulă. Forțele externe și interne determină evoluția dinamică a sistemului care este riguros determinată prin ansamblul integralelor generale ale sistemului.

### Integrale ale ecuațiilor de mișcare
Într-un sistem de referință inerțial, pentru un sistem de {\displaystyle \scriptstyle N} puncte materiale libere {\displaystyle \scriptstyle P_{1},P_{2},...P_{N}}, de vectori de poziție {\displaystyle \scriptstyle {\vec {r}}_{1},{\vec {r}}_{2},...,{\vec {r}}_{N}} în raport cu originea unui reper cartezian {\displaystyle \scriptstyle Oxyz}, având masele {\displaystyle \scriptstyle m_{1},m_{2},....m_{N}} , folosind expresia rezultantei forțelor externe respectiv interne ce acționează asupra punctului {\displaystyle \scriptstyle P_{i}} de masă {\displaystyle \scriptstyle m_{i}}, ecuația fundamentală a mișcării se scrie:
 Prin proiectarea acestor ecuații pe axele de coordonate se găsește un sistem de {\displaystyle \scriptstyle 3N} ecuații diferențiale de ordinul doi scalare:
 De regulă, forțele externe {\displaystyle \scriptstyle ({\vec {F_{i}}}^{(e)})} sunt dependente de vectorii de poziție și viteze respectiv timp {\displaystyle \scriptstyle ({\vec {r}}_{i},{\dot {{\vec {r}}_{i}}},t)}, iar forțele interne {\displaystyle \scriptstyle {\vec {F}}_{ij}} variază în funcție de poziția mutuală a particulelor {\displaystyle \scriptstyle ({\vec {r}}_{ij})}
Integrând succesiv de două ori ecuațiile scalare fundamentale după variabila timp, se obține integrala generală a sistemului:
 Constantele arbitrare care apar în relațiile explicite ale integralei generale se determină prin impunerea condițiilor inițiale expresiei primei și respectiv celei de a doua integrale. Dacă la momentul inițial {\displaystyle \scriptstyle t=t_{0}} se dau pozițiile și vitezele inițiale ale celor {\displaystyle \scriptstyle N} puncte, se pot scrie {\displaystyle \scriptstyle 6N} ecuații scalare:
 rezolvarea acestui sistem de {\displaystyle \scriptstyle 6N} ecuații algebrice conduce la determinarea constantelor {\displaystyle \scriptstyle C_{1},C_{2},...C_{6N}}. Prin cunoașterea unor integrale prime pentru sistemul punctelor materiale simplifică problema integrării ecuațiilor diferențiale ale mișcării.

### Teorema impulsului total
Forțele interne și externe, acționând asupra punctelor materiale individuale ce compun sistemul, își produc efectul prin schimbarea impulsului punctelor. Suma impulsurilor punctelor materiale se numește impulsul total al sistemului de puncte materiale și este dat de formula: 
 Similar punctului material, pentru impulsul total al sitemului de puncte materiale se poate enunța teorema care se mai numește și teorema variației impulsului total.
| Enunț: În cazul mișcării unui sistem de puncte materiale, raportată la un sistem de referință inerțial, derivata de ordinul întâi în raport cu timpul a impulsului sistemului este egală cu rezultanta forțelor externe aplicate sistemului: {\displaystyle {\frac {d{\vec {P}}}{dt}}={\vec {F}}^{(e)}} unde: {\displaystyle \scriptstyle t} este timpul, {\displaystyle \scriptstyle {\vec {P}}} este vectorul impuls al sistemului de puncte materiale și {\displaystyle \scriptstyle {\vec {F}}^{(e)}} reprezintă rezultanta forțelor externe aplicate. |

Demonstrație:
Prin însumarea după {\displaystyle \scriptstyle i=1,2,...,N} a relației ce exprimă ecuația fundamentală, scrisă pentru un punct material din sistem și înlocuirea vectorului accelerație cu derivata vectorului viteză, se obține relația:{\displaystyle {\frac {d}{dt}}\sum _{i=1}^{N}m_{i}{\vec {v}}_{i}=\sum _{i=1}^{N}{\vec {F_{i}}}^{(e)}+\sum _{i=1}^{N}\sum _{j=1}^{N}{\vec {F}}_{ij}.}Unde {\displaystyle \scriptstyle \sum _{i=1}^{N}m_{i}{\vec {v}}_{i}} este impulsul total sau impulsul sistemului de puncte materiale iar {\displaystyle \scriptstyle \sum _{i=1}^{N}{\vec {F_{i}}}^{(e)}=\ F^{(e)}} rezultanta forțelor externe. Datorită faptului că suma tuturor forțelor interne este nulă {\displaystyle \scriptstyle (\sum _{i=1}^{N}\sum _{j=1}^{N}{\vec {F}}_{ij}=0)}, rezultă ecuația: {\displaystyle \scriptstyle {\frac {d{\vec {P}}}{dt}}={\vec {F}}^{(e)}}, ceea ce reprezintă expresia matematică a teoremei impulsului total.
Altfel formulat, teorema impulsului total exprimă faptul că viteza de variație a impulsului total este egală cu rezultanta forțelor externe aplicate sistemului. Dacă derivata impulsului are semn pozitiv, atunci rezultanta forțelor externe este o forță motoare, ea producând creșterea în timp a vectorului impuls total. Pentru cazul în care derivata impulsului total este negativă, variația impulsului total este cauzată de acțiunea unei rezultante a forțelor externe de tip rezistent în sensul scăderii în timp a impulsului total.
Din teorema impulsului total reiese că la variația impulsui total contribuie numai forțele externe, variațiile impulsurilor punctelor materiale ce se datorează acțiunii forțelor interne se anulează prin însumarea forțelor interne. În cazul în care forțele externe au ca rezultantă un vector zero {\displaystyle \scriptstyle ({\vec {F}}^{(e)}=0)}, din teorema impulsului total rezultă legea conservării impulsului total care afirmă că impulsul total al unui sistem de puncte materiale se conservă :{\displaystyle \scriptstyle {\vec {P}}=const.} Aceasta este o integrală primă vectorială.

### Teorema momentului cinetic total
Alegând o axă {\displaystyle \scriptstyle (D)} într-un reper cartezian {\displaystyle \scriptstyle Oxyz}, prin însumarea momentelor cinetice ale tuturor punctelor ce formează un sistem de puncte materiale se găsește momentul cinetic total sau momentul cinetic al sistemului de puncte materiale. Acesta este un vector axial și se poate exprima matematic prin relația:
 Asemenea momentului cinetic al punctului material se poate enunța o teoremă numită și teorema variației momentului cinetic total:
| Enunț: În cazul mișcării unui sistem de puncte materiale, raportat la un sistem de referință inerțial, derivata de ordinul întâi în raport cu timpul a momentului cinetic față de o axă fixă este egală cu momentul rezultant al forțelor externe față de aceeași axă : {\displaystyle {\frac {d{\vec {L}}}{dt}}={\vec {M}}^{(e)}} unde: {\displaystyle \scriptstyle t} este timpul {\displaystyle \scriptstyle {\vec {L}}} este vectorul moment cinetic și {\displaystyle \scriptstyle {\vec {M}}^{(e)}} reprezintă momentul rezultant al forțelor externe. |

Demonstrație:
Prin derivarea în raport cu timpul a relației de definiție a momentului cinetic total se pot scrie relațiile:{\displaystyle {\frac {d{\vec {L}}}{dt}}={\frac {d}{dt}}\left(\sum _{i=1}^{N}{\vec {r}}_{i}\times m_{i}{\vec {v}}_{i}\right)=\sum _{i=1}^{N}{\frac {d{\vec {r}}_{i}}{dt}}\times m_{i}{\vec {v}}_{i}+\sum _{i=1}^{N}{\vec {r}}_{i}\times m_{i}{\frac {d{\vec {v}}_{i}}{dt}}=}
 
{\displaystyle =\sum _{i=1}^{N}{\vec {v}}_{i}\times m_{i}{\vec {v}}_{i}+\sum _{i=1}^{N}{\vec {r}}_{i}\times m_{i}{\vec {a}}_{i}=\sum _{i=1}^{N}{\vec {r}}_{i}\times {\vec {F}}_{i}} termenul care conține produsul vectorial {\displaystyle \scriptstyle {\vec {v}}_{i}\times m_{i}{\vec {v}}_{i}} se anulează datorită unei proprietăți a produsului vectorial, mărimea fizică {\displaystyle \scriptstyle {\vec {F}}_{i}=m_{i}{\vec {a}}_{i}} reprezintă rezultanta tuturor forțelor (externe și interne) care acționează asupra unui punct material din sistem și se poate exprima prin relația:{\displaystyle {\vec {F}}_{i}=\sum _{i=1}^{N}{{\vec {F}}_{i}}^{(e)}+\sum _{j=1}^{N}{{\vec {F}}_{ij}}^{(i)}}, unde {\displaystyle \scriptstyle {{\vec {F}}_{i}}^{(e)}} este forța externă aplicată și {\displaystyle \scriptstyle \sum _{j=1}^{N}{{\vec {F}}_{ij}}^{(i)}} reprezintă rezultanta tuturor forțelor interne ce acționează asupra unui punct material din componența sistemului. Prin înlocuirea expresiei lui {\displaystyle \scriptstyle {\vec {F}}_{i}} în ultima egalitate care dă expresia derivatei momentului cinetic total, se ajunge la ecuația:{\displaystyle {\frac {d{\vec {L}}}{dt}}=\sum _{i=1}^{N}{\vec {r}}_{i}\times {{\vec {F}}_{i}}^{(e)}+\sum _{i=1}^{N}\sum _{j=1}^{N}{\vec {r}}_{i}\times {{\vec {F}}_{ij}}^{(i)}} Potrivit principiului al treilea al mecanici, ultimul temen din relația de mai sus se anulează. Înt-adevăr, pentru orice două puncte {\displaystyle \scriptstyle P_{i}} și {\displaystyle \scriptstyle P_{j}} din sistem, folosind relația {\displaystyle \scriptstyle {\vec {r}}_{ij}={\vec {r}}_{i}-{\vec {r}}_{j}} și ținând cont de expresia matematică a principilui acțiunii și reacțiunii: {\displaystyle \scriptstyle {{\vec {F}}_{ij}}^{(i)}=-{{\vec {F}}_{ji}}^{(i)}}, rezultă șirul de relații de mai jos {\displaystyle {\vec {r}}_{i}\times {{\vec {F}}_{ij}}^{(i)}+{\vec {r}}_{j}\times {{\vec {F}}_{ji}}^{(i)}=({\vec {r}}_{i}-{\vec {r}}_{j})\times {{\vec {F}}_{ij}}^{(i)}={\vec {r}}_{ij}\times {{\vec {F}}_{ij}}^{(i)}=0}. Anularea ultimului produs vectorial se datorează faptului că vectorii {\displaystyle \scriptstyle {\vec {r}}_{ij}} și {\displaystyle \scriptstyle {{\vec {F}}_{ji}}^{(i)}} sunt coliniari, adică {\displaystyle \scriptstyle {\vec {r}}_{ij}=\lambda {\vec {F_{ji}}}^{(i)}} unde {\displaystyle \scriptstyle \lambda } este o constantă fizică scalară nenulă. Din expresia derivatei momentului cinetic total, rezultă ecuația {\displaystyle \scriptstyle {\frac {d{\vec {L}}}{dt}}={\vec {M}}^{(e)}} care este expresia matematică a teoremei impulsului total. Mărimea fizică {\displaystyle \scriptstyle {\vec {M}}^{(e)}} este momentul rezultant al forțelor externe și este dat prin relația de definiție:{\displaystyle {\vec {M}}^{(e)}=\sum _{i=1}^{N}{\vec {r}}_{i}\times {{\vec {F}}_{i}}^{(e)}}.
O formulare echivalentă a acestei teoreme afirmă că viteza de variație a momentului cinetic total este egală cu momentul rezultant al forțelor externe aplicate sistemului. Dacă derivata momentului cinetic este pozitiv, atunci momentul rezultant al forțelor externe este un moment motor, el are ca efect creșterea în timp a vectorului moment cinetic. În situația în care derivata momentului cinetic total este negativ, variația momentului cinetic total este cauzată de acțiunea unui moment rezultant al forțelor externe care este un moment rezistent și produce scăderea în timp a momentului cinetic total.
Teorema momentului cinetic total arată că la variația momentului cinetic total contribuie numai momentele datorate forțelelor externe, variațiile momentelor cinetice ale punctelor materiale ce se datorează acțiunii momentelor forțelor interne se anulează prin însumarea lor. Pentru cazul în care momentul rezultant al forțelor externe se anulează {\displaystyle \scriptstyle ({\vec {M}}^{(e)}=0)}, din teorema momentului cinetic total rezultă legea conservării momentului cinetic total potrivit căreia: momentul cinetic total al unui sistem de puncte materiale se conservă dacă momentul rezultant al forțelor externe aplicate sistemului este nulă:{\displaystyle \scriptstyle {\vec {L}}^{(e)}=const.} Aceasta este o integrală primă vectorială echivalentă cu trei integrale prime scalare {\displaystyle \scriptstyle L_{x}=C_{1},L_{y}=c_{2},L_{z}=C_{3}}.

### Teorema energiei cinetice totale
Lucrul mecanic elementar al rezultantei tuturor forțelor (externe și interne) {\displaystyle \scriptstyle {\vec {F}}_{i}} care acționează asupra unui punct {\displaystyle \scriptstyle P_{i}} de masă {\displaystyle \scriptstyle m_{i}} din sistemul de puncte materiale se poate da prin relația: {\displaystyle \scriptstyle \delta L_{i}={\vec {F}}_{i}\cdot d{\vec {r}}_{i}} , prin însumarea acestor cantități se găsește lucrul mecanic elementar total, adică lucrul mecanic efectuat asupra tuturor punctelor ce compun sistemul la deplasări infinitezimale {\displaystyle \scriptstyle d{\vec {r}}_{i}} ale punctelor:
 unde 
 este energia cinetică totală. Pentru energia cinetică totală se poate formula teorema energie cinetice totale, numită și teorema variației energiei cinetice totale:
| Enunț: În cazul mișcării unui sistem de puncte materiale, raportat la un sistem de referință inerțial, diferențiala energiei cinetice totale este egală cu suma lucrurilor mecanice elementare ale forțelor exterioare și interioare: {\displaystyle \scriptstyle dT=\delta L^{(e)}+\delta L^{(i)}} unde: {\displaystyle \scriptstyle dT} este diferențiala energiei cinetice, {\displaystyle \scriptstyle \delta L^{(e)}} este lucrul mecanic elementar al forțelor exterioare și {\displaystyle \scriptstyle \delta L^{(i)}} reprezintă lucrul mecanic elementar al forțelor interioare. |

Demonstrație:
Având în vedere că rezultanta tuturor forțelor (externe și interne) care acționază asupra unui punct material din sistem este dată de relația: {\displaystyle \scriptstyle {\vec {F}}_{i}={\vec {F_{i}}}^{(e)}+\sum _{j=1}^{N}{\vec {F_{ij}}}^{(i)}}, prin înlocuirea acesteia în expresia lucrului mecanic elementar total se ajunge la succesiunea de relații:{\displaystyle dT=\delta L=\sum _{i=1}^{N}{\vec {F}}_{i}\cdot d{\vec {r}}_{i}=\sum _{i=1}^{N}\left({\vec {F_{i}}}^{(e)}+\sum _{j=1}^{N}{\vec {F_{ij}}}^{(i)}\right)\cdot d{\vec {r}}_{i}=}
 
{\displaystyle =\sum _{i=1}^{N}{\vec {F_{i}}}^{(e)}\cdot d{\vec {r}}_{i}+\sum _{i=1}^{N}\sum _{j=1}^{N}{\vec {F_{ij}}}^{(i)}\cdot d{\vec {r}}_{i}=\delta L^{(e)}+\delta L^{(i)}}. Acestă ultimă relație este expresia matematică a teoremei energiei cinetice totale în care {\displaystyle \scriptstyle \delta L^{(e)}=\sum _{i=1}^{N}{\vec {F_{i}}}^{(e)}\cdot d{\vec {r}}_{i}} este lucrul mecanic elementar al forțelor eterioare iar {\displaystyle \scriptstyle \delta L^{(i)}=\sum _{i=1}^{N}\sum _{j=1}^{N}{\vec {F_{ij}}}^{(i)}\cdot d{\vec {r}}_{i}} este lucrul mecanic elementar al forțelor interioare.

Pentru un interval de timp finit {\displaystyle \scriptstyle (t_{1},t_{2})}, lucrul mecanic efectuat de sistemul de puncte materiale se găsește prin integrarea relației diferențiale a lucrului mecanic total:
 Cu alte cuvinte, lucrul mecanic efectuat de forțele exterioare și interioare ale unui sistem de puncte materiale este egală cu variația energiei cinetice totale a sistemului: {\displaystyle \scriptstyle L=\Delta T=T_{2}-T_{1}}, relație care este similară cu expresia matematică a teoremei momentului cinetic pentru un punct material. Spre deosebire de teoremele impulsului total și a momentului cinetic total, în expresia diferențialei energiei cinetice din teorema energiei cinetice totale figurează atât forțele exterioare, cât și cele interioare. Expresia lucrului mecanic elementar al forțelor interioare poate fi adusă la o formă ce permite o interpretare fizică imediată în ceea ce privește comportamentul dinamic al corpurilor solide rigide. În acest sens, pe de o parte lucrul mecanic elementar al forțelor interioare se poate scrie sub forma:
iar pe de altă parte, folosind această ultimă relație se ajunge la expresiile:
 Dacă sistemul de puncte materiale reprezintă un corp solid și rigid, atunci pătratul modulului vectorului distanță dintre oricare două puncte ale sistemului rămâne constant, adică {\displaystyle \scriptstyle {{\vec {r}}_{ij}}^{2}=const.} și prin diferențiere se obține că: {\displaystyle \scriptstyle {\vec {r}}_{ij}\cdot d{\vec {r}}_{ij}=0}. Cum însă vectorii {\displaystyle \scriptstyle {\vec {F}}_{i}j} și {\displaystyle \scriptstyle {\vec {r}}_{ij}} sunt coliniari, rezultă că {\displaystyle \scriptstyle {\vec {F}}_{i}j} și {\displaystyle \scriptstyle d{\vec {r}}_{ij}} sunt ortogonali, prin urmare s-a demonstrat că pentru un corp solid și rigid, forțele interioare nu efectuează lucru mecanic.

### Teorema conservării energiei mecanice totale
Prin energia mecanică totală a unui sistem de puncte materiale se înțelege suma energiilor cinetice și potențiale ale tuturor punctelor care aparțin sistemului. Energia cinetică totală este dată de suma {\displaystyle \scriptstyle T=\sum _{i=1}^{N}T_{n}={\frac {1}{2}}\sum _{i=1}^{N}m_{i}{{\vec {v}}_{i}}^{2}}. Energia potențială totală se compune din energia potențială exterioară (din care derivă forțele exterioare) și energia potențială interioară datorată interacțiunilor dintre punctele sistemului; această energie ste dată de relația {\displaystyle \scriptstyle U=\sum _{i=1}^{N}{U_{i}}^{(e)}+\sum _{i,j=1}^{N}{U_{ij}}^{(i)}}. Unde {\displaystyle \scriptstyle {U_{i}}^{(e)}} este energia potențială exterioară iar {\displaystyle \scriptstyle {U_{ij}}^{(i)}} energia potențială interioară a unui punct din sistem, factorul {\displaystyle \scriptstyle {\frac {1}{2}}} din expresia energiei potențiale totale apare din cauza faptului că la sumarea după indicii {\displaystyle \scriptstyle i} și {\displaystyle \scriptstyle j}, fiecare energie potențială apare de două ori, dată fiind relația de simetrie:{\displaystyle \scriptstyle {U_{ij}}^{(i)}={U_{ji}}^{(i)}}. Energia mecanică totală pentru un sistem are sens numai dacă, atât forțele exterioare, cât și cele interioare, sunt potențiale (derivă din energia potențială), caz în care sistemul de puncte materiale se numește sistem potențial. Pentru un sistem potențial este valabilă teorema conservării energiei mecanice totale:
| Enunț: În cazul mișcării unui sistem de puncte materiale asupra căruia acționează forțe externe conservative, energia mecanică a sistemului se conservă |

Demonstrație:
Lucrul mecanic efectuat de forțele exterioare și de cele interioare într-un interval de timp finit {\displaystyle \scriptstyle (t_{1},t_{2})} se poate calcula prin integrarea relației diferențiale {\displaystyle \scriptstyle \delta L=\delta L^{(e)}+\delta L^{(i)}}, unde termenii sumei reprezintă lucrul mecanic elementar al forțelor exterioare respectiv interioare. {\displaystyle L=L^{(e)}+L^{(i)}=\sum _{i=1}^{N}\int _{1}^{2}{{\vec {F}}_{i}}^{(e)}\cdot d{\vec {r}}_{i}+\sum _{i,j=1}^{N}\int _{1}^{2}{{\vec {F}}_{ij}}^{(e)}\cdot d{\vec {r}}_{i}}. Ținând cont de caracterul conservativ al forțelor exterioare și interioare, ele se pot scrie ca fiind gradienții energiilor potențiale exterioare respectiv interioare: {\displaystyle {{\vec {F}}_{i}}^{(e)}=-{\vec {{grad}_{i}}}{U_{i}}^{(e)};{{\vec {F}}_{ij}}^{(e)}=-{\vec {{grad}_{ij}}}U_{ij}^{(e)},}. În relațiile de mai sus, {\displaystyle \scriptstyle {\vec {{grad}_{i}}}} și {\displaystyle \scriptstyle {\vec {{grad}_{ij}}}} au semnificația matematică a derivatei parțiale de ordinul întâi după {\displaystyle \scriptstyle {\vec {r}}_{i}} respectiv {\displaystyle \scriptstyle {\vec {r}}_{ij}={\vec {r}}_{i}-{\vec {r}}_{j}}. Înlocuind aceste expresii în integralele care exprimă lucrurile mecanice exterioare și interioare, se găsesc relațiile:{\displaystyle L^{(e)}=-\sum _{i=1}^{N}\int _{1}^{2}{\vec {{grad}_{i}}}{U_{i}}^{(e)}d{\vec {r}}_{i}=-{{\left[\sum _{i=1}^{N}{U_{i}}^{(e)}\right]}_{1}}^{2}={U_{1}}^{(e)}-{U_{2}}^{(e)}}, 
 
{\displaystyle L^{(i)}=-{\frac {1}{2}}\sum _{i,j=1}^{N}\int _{1}^{2}{\vec {{grad}_{ij}}}{U_{ij}}^{(i)}d{\vec {r}}_{ij}=-{\frac {1}{2}}{{\left[\sum _{i,j=1}^{N}{U_{ij}}^{(i)}\right]}_{1}}^{2}={U_{1}}^{(i)}-{U_{2}}^{(i)}}. Adunând ultimele două relații se ajunge la ecuația:{\displaystyle L={U_{1}}^{(e)}-{U_{2}}^{(e)}+{U_{1}}^{(i)}-{U_{2}}^{(i)}=U_{1}-U_{2}=-\Delta U}. Unde {\displaystyle \scriptstyle U_{1}={U_{1}}^{(e)}+{U_{1}}^{(i)}} și {\displaystyle \scriptstyle U_{2}={U_{2}}^{(e)}+{U_{2}}^{(i)}} sunt energia potențială totală inițială și respectiv finală. Folosind teorema energiei cinetice totale care demonstrază că pentru un sistem de puncte materiale lucrul mecanic efectuat de forțele exterioare și interioare este egală cu variația energiei cinetice: {\displaystyle \scriptstyle L=\Delta T=T_{2}-T_{1}} și egalând cele două relații se găsește identitatea {\displaystyle \scriptstyle \Delta T=-\Delta U}, adică:{\displaystyle \scriptstyle E=T_{1}+U_{1}=T_{2}+U_{2}=const.}, aceasta este expresia matematică a teoremei de conservare a energiei mecanice totale.

### Teorema centrului de masă
Sistemul de puncte materiale este compus fie din puncte materiale distincte, cu mase determinate (sistem de puncte materiale discrete), fie dintr-un număr infinit de puncte pentru care se definește (în oricare dintre ele) o densitate masică diferită de zero (sistem de puncte materiale continuu). Poziția relativă a punctelor din componența sistemului, precum și distribuția maselor în volum depind de caracteristicile fizico-geometrice proprii fiecărui sistem. Raportat la un reper triortogonal {\displaystyle \scriptstyle Oxyz}, orice sistem de puncte materiale posedă un punct remarcabil unic numit centru de masă sau centru de inerție. Poziția centrului de masă, notat prin simbolul {\displaystyle \scriptstyle {\vec {r}}_{G}} este dată prin definiție de relațiile:
- pentru sisteme discrete: {\displaystyle {\vec {r}}_{G}={\frac {1}{M}}\sum _{i=1}^{N}m_{i}{\vec {r}}_{i}}, unde {\displaystyle \scriptstyle M=\sum _{i=1}^{N}m_{i}} este masa totală a sistemului, {\displaystyle \scriptstyle {\vec {r}}_{i}} vectorul de poziție și {\displaystyle \scriptstyle m_{i}} masa unui punct material din sistem.
- pentru sisteme continue:{\displaystyle {\vec {r}}_{G}={\frac {1}{M}}\int _{V}\rho ({\vec {r}}){\vec {r}}dV}, unde {\displaystyle \scriptstyle M=\int _{V}\rho ({\vec {r}})dV} este masa totală, {\displaystyle \scriptstyle \rho ({\vec {r}})} densitatea masică în punctul având raza vectoare {\displaystyle \scriptstyle {\vec {r}}}, definit prin formula {\displaystyle \scriptstyle \rho ={\frac {dm}{dV}}}, adică masa unui element de volum infinitezimal.

Utilizarea noțiunii de centru de masă prezintă un interes deosebit în studiul mișcării unor sisteme de puncte materiale, prin aceea că ecuațiile de mișcare ale punctelor sistemului, scrise într-un sistem de referință legat de centrul de masă, pot avea o formă mult mai simplă decât în raport cu un reper cartezian fix. Acest aspect reiese imediat din teorema centrului de masă, numită și teorema centrului de inerție sau teorema mișcării centrului de masă:
| Enunț: Centrul maselor unui sistem de puncte materiale se mișcă ca și cum în el ar fi concentrată toată masa sistemului și asupra lui ar acționa rezultanta {\displaystyle \scriptstyle {\vec {F}}^{(e)}} a forțelor externe aplicate. |

Demonstrație:
Derivând de două ori în raport cu timpul relația de definiție a vectorului de poziție a centrului de masă și utilizând teorema impulsului total: {\displaystyle \scriptstyle {\frac {d}{dt}}\left(\sum _{i=1}^{N}m_{i}{\dot {{\vec {r}}_{i}}}\right)={\vec {F}}^{(e)}}, se poate scrie relația:
{\displaystyle M{\ddot {{\vec {r}}_{G}}}={\vec {F}}^{(e)}}. Relația găsită, reprezintă ecuația fundamentală a unui punct imaginar de masă egală cu masa întregului sistem, care se mișcă sub acțiunea rezultantei forțelor externe aplicate sistemului.

Dacă rezultanta forțelor externe este nulă {\displaystyle \scriptstyle ({\vec {F}}^{(e)}=0)}, din teorema centrului de masă rezultă direct relația:
 Cu alte cuvinte, impulsul centrului de masă, egal cu impulsul total al sistemului, se conservă, de unde rezultă că centrul de masă al sistemului de puncte materiale se mișcă rectiliniu și uniform (legea conservării impulsului total).

### Teoremele lui Koenig
Teoremele care poartă numele matematicianului olandez Samuel Koenig au fost formulate în secolul al XVIII-lea și exprimă relația dintre momentul cinetic total și momentele cinetice ale centrului de masă și cel relativ exprimat față de un reper neinerțial legat solidar de centrul de masă (prima teoremă), respectiv, dintre energia cinetică totală și energiile cinetice ale centrului de masă și cea relativă exprimată față de un reper neinerțial legat solidar de centrul de masă (teorema a doua). Dacă mișcarea sistemului de puncte materiale se raportează la două repere carteziene: unul inerțial {\displaystyle \scriptstyle S(Oxyz)} și altul neinerțial {\displaystyle \scriptstyle S^{(r)}(Gx^{(r)}y^{(r)}z^{(r)})}, ultimul având originea în centrul de masă G al sistemului de puncte materiale și axele fixe în raport cu {\displaystyle \scriptstyle S}, atunci între vectorii de pozție ai unui punct {\displaystyle \scriptstyle P_{i}} din sistemul de puncte materiale, exprimate față de cele două repere, există relația {\displaystyle \scriptstyle {\vec {r}}_{i}={\vec {r}}_{G}+{\vec {r_{i}}}^{(r)}}, unde {\displaystyle \scriptstyle {\vec {r}}_{i}} este vectorul de pozițe raportat la sistemul inerțial, {\displaystyle \scriptstyle {\vec {r_{i}}}^{(r)}} vectorul de poziție față de centrul de masă (în sistemul neinerțial), iar {\displaystyle \scriptstyle {\vec {r}}_{G}} reprezintă vectorul de poziție al centrului de masă în raport cu reperul cartezian inerțial. 

#### Prima teoremă a lui Koenig
Pentru momentul cinetic al unui sistem de puncte materiale se poate formula o teoremă care exprimă relația dintre momentul cinetic total, momentul cinetic al centrului de masă și momentul cinetic relativ:
| Enunț: Momentul cinetic al unui sistem de puncte materiale, în raport cu originea {\displaystyle \scriptstyle O} a unui reper cartezian {\displaystyle \scriptstyle Oxyz}, este egal cu momentul cinetic la centrului de masă (exprimat față de același punct), în care se presupune concentrată întreaga masă a sistemului, la care se adaugă momentul cinetic al sistemului în mișcare relativă față de centrul maselor {\displaystyle {\vec {L}}={\vec {r}}_{G}\times M{\vec {v}}_{G}+\sum _{i=1}^{N}m_{i}{\vec {r_{i}}}^{(r)}\times {\vec {v_{i}}}^{(r)}={\vec {L}}_{G}+{\vec {L}}^{(r)}} . |

Demonstrație:
Prin înlocuirea relației {\displaystyle \scriptstyle {\vec {r}}_{i}={\vec {r}}_{G}+{\vec {r_{i}}}^{(r)}}, în expresia de definiție a vectorului de poziție a centrului de masă, se obțin relațiile: {\displaystyle M{\vec {r}}_{G}=\sum _{i=1}^{N}m_{i}{\vec {r}}_{i}=\sum _{i=1}^{N}m_{i}\left({\vec {r}}_{G}+{\vec {r_{i}}}^{(r)}\right)=M{\vec {r}}_{G}+\sum _{i=1}^{N}m_{i}{\vec {r_{i}}}^{(r)}}, de unde rezultă:{\displaystyle \sum _{i=1}^{N}m_{i}{\vec {r_{i}}}^{(r)}=0}, și prin derivarea acesteia în raport cu timpul:{\displaystyle \sum _{i=1}^{N}m_{i}{\vec {v_{i}}}^{(r)}=0}. În virtutea relațiilor de mai sus, folosind expresia de definiție a momentului cinetic total se poate scrie: {\displaystyle {\vec {L}}=\sum _{i=1}^{N}m_{i}{\vec {r}}_{i}\times {\vec {v}}_{i}=\sum _{i=1}^{N}m_{i}\left({\vec {r}}_{G}+{\vec {r_{i}}}^{(r)}\right)\times \left({\vec {v}}_{G}+{\vec {v_{i}}}^{(r)}\right)=}
 
{\displaystyle ={\vec {r}}_{G}\times M{\vec {v}}_{G}+\sum _{i=1}^{N}{\vec {r_{i}}}^{(r)}\times {\vec {v_{i}}}^{(r)}={\vec {L}}_{G}+{\vec {L}}^{(r)}}. Prin urmare: {\displaystyle \scriptstyle {\vec {L}}={\vec {L}}_{G}+{\vec {L}}^{(r)}}, relație care reprezintă expresia matematică a primei teoreme a lui Koenig. Mărimea {\displaystyle \scriptstyle {\vec {L}}_{G}={\vec {r}}_{G}\times M{\vec {v}}_{G}} este momentul cinetic al centrului de masă, iar {\displaystyle \scriptstyle {\vec {L}}^{(r)}=\sum _{i=1}^{N}{\vec {r_{i}}}^{(r)}\times {\vec {v_{i}}}^{(r)}} este momentul cinetic relativ al sistemului de puncte materiale față de centrul de masă.

Teorema momentului cinetic se poate exprima și în sistemul neinerțial {\displaystyle \scriptstyle S^{(r)}(Gx^{(r)}y^{(r)}z^{(r)})}. Ținând seama de ecuația fundamentală a mișcării centrului de masă:{\displaystyle \scriptstyle M{\ddot {{\vec {r}}_{G}}}={\vec {F^{(e)}}}}, din prima teoremă a lui Koenig se obține prin derivare în raport cu timpul: 
 Momentul rezultantei forțelor externe se exprimă prin relația:{\displaystyle \scriptstyle {\vec {M}}^{(e)}={\vec {r}}_{G}\times {\vec {F}}^{(e)}+{\vec {M}}^{(r,e)}}. Cum derivata în raport cu timpul a momentului cinetic, potrivit teoremei momentului cinetic total, este egală cu momentul rezultantei forțelor externe, rezultă că momentul cinetic relativ față de centrul de masă este egal cu momentul rezultant al forțelor externe față de centrul de masă: 
 adică teorema momentului cinetic total este valabil și în mișcarea relativă a sistemului față de centrul său de masă.

#### Teorema a doua
Analog momentului cinetic, pentru energia cinetică totală a unui sistem de puncte materiale se poate formula o teoremă care stabilește legătura dintre energia cinetică totală exprimată în sistemul inerțial, energia cinetică totală
în raport cu sistemul neinerțial legat de centrul de masă și energia cinetică a centrului de masă.
| Enunț: Energia cinetică a unui sistem de puncte materiale, aflat în mișcare față de originea {\displaystyle \scriptstyle O} a unui reper cartezian {\displaystyle \scriptstyle Oxyz} este egală cu energia cinetică a centrului de masă, în care se presupune concentrată întreaga masă a sistemului, plus energia cinetică a sistemului în mișcare relativă față de centrul maselor. |

Demonstrație:
Din relația {\displaystyle \scriptstyle {\vec {r}}_{i}={\vec {r}}_{G}+{\vec {r_{i}}}^{(r)}}, prin derivare în raport cu timpul rezultă relația dintre viteze:{\displaystyle \scriptstyle {\vec {v}}_{i}={\vec {v}}_{G}+{\vec {v_{i}}}^{(r)}}, unde {\displaystyle \scriptstyle {\vec {v}}_{i}} este vectorul vitezei punctului {\displaystyle \scriptstyle P_{i}} în raport cu sistemul inerțial, {\displaystyle \scriptstyle {\vec {v_{i}}}^{(r)}} vectorul aceluiași punct față de centrul de masă, iar {\displaystyle \scriptstyle {\vec {v}}_{G}} reprezintă vectorul viteză a centrului de masă în raport cu originea O a sistemului de referință inerțial. Introducând această relație în expresia energiei cinetice totale se obțin relațiile:{\displaystyle T={\frac {1}{2}}\sum _{i=1}^{N}m_{i}{{\vec {v}}_{i}}^{2}={\frac {1}{2}}\sum _{i=1}^{N}{\left({\vec {v}}_{G}+{\vec {v_{i}}}^{(r)}\right)}^{2}=}
 
 {\displaystyle {\frac {1}{2}}\sum _{i=1}^{N}m_{i}{{\vec {v}}_{G}}^{2}+\sum _{i=1}^{N}m_{i}{\vec {v}}_{G}\cdot {\vec {v_{i}}}^{(r)}+{\frac {1}{2}}\sum _{i=1}^{N}m_{i}{\vec {v_{i}}}^{(r)2}=}
 
 {\displaystyle {\frac {1}{2}}M{{\vec {v}}_{G}}^{2}+{\frac {1}{2}}\sum _{i=1}^{N}m_{i}{\vec {v_{i}}}^{(r)2}=T_{G}+T^{(r)}} Ultima expresie exprimă din punct de vedere matematic teorma a doua a lui Koenig.{\displaystyle \scriptstyle T_{G}={\frac {1}{2}}M{{\vec {v}}_{G}}^{2}} este energia cinetică a centrului de masă și {\displaystyle \scriptstyle T^{(r)}={\frac {1}{2}}\sum _{i=1}^{N}m_{i}{\vec {v_{i}}}^{(r)2}} este energia cinetică a sistemului de puncte materiale aflat în mișcare relativă față de centrul de masă.

Utilizând relațiile matematice care exprimă teorema a doua a lui Koenig și respectiv teorema energiei cinetice totale: {\displaystyle \scriptstyle dT=\delta L^{(e)}+\delta L^{(i)}} se pot scrie relațiile: 
Pe de altă parte, prin înmulțirea scalară a ecuației fundamentale, exprimată pentru centrul de masă, {\displaystyle \scriptstyle M{\ddot {{\vec {r}}_{G}}}={\vec {F}}^{(e)}} cu depasarea elementară a centrului de masă {\displaystyle \scriptstyle d{\vec {r}}_{G}={\vec {v}}_{G}dt} se găsesc relațiile:

 
 și atunci 
 Prin înlocuirea acestor relații în expresia teoremei energiei cinetice totale, se găsește relația: {\displaystyle \scriptstyle dT^{(r)}=\delta L^{(r,e)}+\delta L^{(r,i)}.} Prin urmare, teorema energiei cinetice totale este aplicabilă și în mișcarea sistemului de puncte materiale față de centrul maselor.
Din cele două teoreme ale lui Koenig rezultă o concluzie utilă în ceea ce privește studiul mișcării sistemelor de puncte materiale: pentru orice sistem în mișcare există un reper neinerțial față de care teorema momentului cinetic total și teorema energiei cinetice totale își păstrează forma. Acest reper are axele de direcție fixă în rapor cu reperul inerțial {\displaystyle \scriptstyle S(Oxyz)} și originea în centrul de masă {\displaystyle \scriptstyle G} al sistemului de puncte materiale. Dacă axele reperului neinerțial {\displaystyle \scriptstyle S^{(r)}(Gx^{(r)}y^{(r)}z^{(r)})} nu au direcții fixe, atunci relațiile matematice ale teoremelor lui Koenig își pierd valabilitatea; în acest caz este necesară aplicarea teoriei mișcării relative.

### În limba română
- Arnold, V.I.: Metodele matematice ale mecanicii clasice (traducere din limba rusă), cap. 2 ( pag. 27-69), Editura științifică și enciclopedică, București, 1980.
- Dima, Ion și alții: Dicționar de fizică, Editura enciclopedică română, București, 1972
- Dragoș, Lazăr: Principiile mecanicii analitice, Editura tehnică, București, 1976.
- Iacob, Caius: Mecanică teoretică, Editura didactică și pedagogică, București, 1980.
- Iacob, Caius și colectiv: Dicționar de mecanică, Editura științifică și enciclopedică, București, 1980.
- Ionescu-Pallas, Nicolae.: Introducere în mecanica teoretică modernă, Editura Academiei, București, 1969.
- Landau, L.D și Lifșiț, E.M.: Mecanica (traducere din limba rusă), Editura tehnică, București, 1966.
- Hristev, Anatolie: Mecanică și acustică, Editura didactică și pedagogică, București, 1984.
- Mercheș, Ioan și Burlacu, Lucian: Mecanică analitică și a mediilor deformabile, cap. 3 (pag. 14-23), Editura didactică și pedagogică, București, 1983.
- Novacu, V.: Mecanică teoretică, Universitatea din București, 1969

### În limbi străine
- en  Goldstein, H.: Classical Mechanics, 2nd edition, Addison-Wesley, 1980.